# Basnyefty
A Basnyefty (oroszul Башнефть) orosz olajipari vállalat, amelynek székhelye Baskíriában, Ufa városban található. A céget a Moszkvai Értéktőzsdén jegyzik, és része az ötven legnagyobb vállalatot tartalmazó RTS-indexnek. A helyi hatóságok által privatizált olajipari vállalatok egyesülésével jött létre. Egyike a legjelentősebb orosz kőolaj- és földgázkitermelő cégeknek. A cég napi 400 000 hordó nyersolajat termel ki, ami az oroszország összes termelés mintegy 4%-ának felel meg. A vállalatnak három olajfinomítója és egy üzemanyagkút-hálózata van.

## Története
A Szovjetunió felbomlását követően a cég Baskíria helyi kormányzatának ellenőrzése alá került. 2002-ben Baskíria elnöke, Murtaza Rahimov aláírt egy rendeletet, amely lehetővé tette az energiaipari vállalatok privatizációját. Ezt követően a Basnyefty tulajdonjoga a fiához, Ural Rahimovhoz közelálló cégekhez került. Az apa és fia kapcsolata időközben megromlott, közben a Basnyeftyben a Vlagyimir Jevtusenkov irányítása alatt álló AFK Szisztyema befektetőcsoport egyre több részvényt szerzett, míg végül 2009-ben többségi tulajdonos lett.
2014 őszén Jevtusenkovot házi őrizetbe vették, a tőzsdén felfüggesztették a cég részvényeivel való kereskedést, és a céget újból  államosították. Egy orosz vállalkozói szövetség szerint a letartóztatásnak politika oka volt.  2014-ben a cég volt vezetője, Ural Rahimov ellen nemzetközi elfogatóparancsot adta ki, de Ausztria elutasította a letartóztatást, mivel az ügy hátterében politikai szándékot feltételezett. Letartóztatták viszont Alekszej Uljukajev orosz gazdasági minisztert, aki valódi privatizációt akart.
2016 októberében a Basnyefty részvényeinek 50,1%-át az állami tulajdonban álló Rosznyeft vette meg, 25% Baskíria tulajdonában maradt.
2020-ban a Fitch Ratings hitelminősítő cégtől BBB minősítést kapott; ez rövid távon alacsony kockázatot jelent, ami azonban a kedvezőtlen üzleti vagy gazdasági körülmények hatására változhat.

## Szponzori tevékenység
2010. februárban a cég a CSZKA Moszkva sportegyesület főszponzora lett.
A 2015–2016-os és 2016-2017-es szezonban az ufai HK Szalavat Julajev jégkorong csapatot is támogatta.

## Fordítás
Ez a szócikk részben vagy egészben  a   Baschneft című német Wikipédia-szócikk ezen változatának fordításán alapul.  Az eredeti cikk szerkesztőit annak laptörténete sorolja fel. Ez a jelzés csupán a megfogalmazás eredetét és a szerzői jogokat jelzi, nem szolgál a cikkben szereplő információk forrásmegjelöléseként.